# پایگاه هوایی تان سون نهات
پایگاه هوایی تان سون نهات (به انگلیسی: Tan Son Nhut Air Base) یک فرودگاه پایگاه نیروی هوایی است. این فرودگاه در کشور ویتنام قرار دارد.